# Perfect Score
Perfect Score (The Perfect Score) è un film del 2004 diretto da Brian Robbins, con Chris Evans e Scarlett Johansson.

## Trama
Il film narra di un gruppo di ragazzi che frequentano l'ultimo anno di liceo che per soddisfare le aspettative dei genitori in merito al voto finale decidono di rubare le risposte dei test.
Kyle, dopo non essere riuscito a superare il famigerato test SAT che permette in base al punteggio ottenuto l'ingresso al college, decide insieme al suo amico Mat di rubare le risposte del test. Ben presto i due si accorgono di non essere in grado di poterlo fare da soli e coinvolgono nell'operazione Francesca, figlia del proprietario del palazzo dove hanno sede gli uffici che custodiscono i test. Dopo un primo tentativo andato a male ci riprovano, organizzandosi con altri compagni tra cui Anna, una bella studentessa, Desmond, giocatore di pallacanestro, e Roy, studente molto bravo nella matematica ma con il vizio di fumare droga tutto il tempo. Tra alterne vicende il gruppo riesce a penetrare negli uffici e ad impadronirsi delle risposte, ma durante la fuga Francesca resta bloccata negli uffici e Matty che nel frattempo si era innamorato di lei, per salvarla rimane e si fa arrestare mentre tutti gli altri riescono a fuggire. Il giorno dell'esame i ragazzi rinunciano, ognuno per un motivo, ad utilizzare le risposte di cui sono in possesso. Per non mandarle inutilizzate, Roy sempre in preda ai fumi della droga, le distribuisce nei bagni. Tutti quanti, avendo preso coscienza delle loro capacità, superano il test brillantemente e vanno per la propria strada.

## Distribuzione

### Data di uscita
Il film è uscito negli USA il 30 gennaio 2004, e in Italia il 30 luglio 2004.

## Riconoscimenti
- Teen Choice Awards
  - Candidatura al premio Choice Breakout Movie Star - Female (Scarlett Johansson)